# カイザースラウテルン

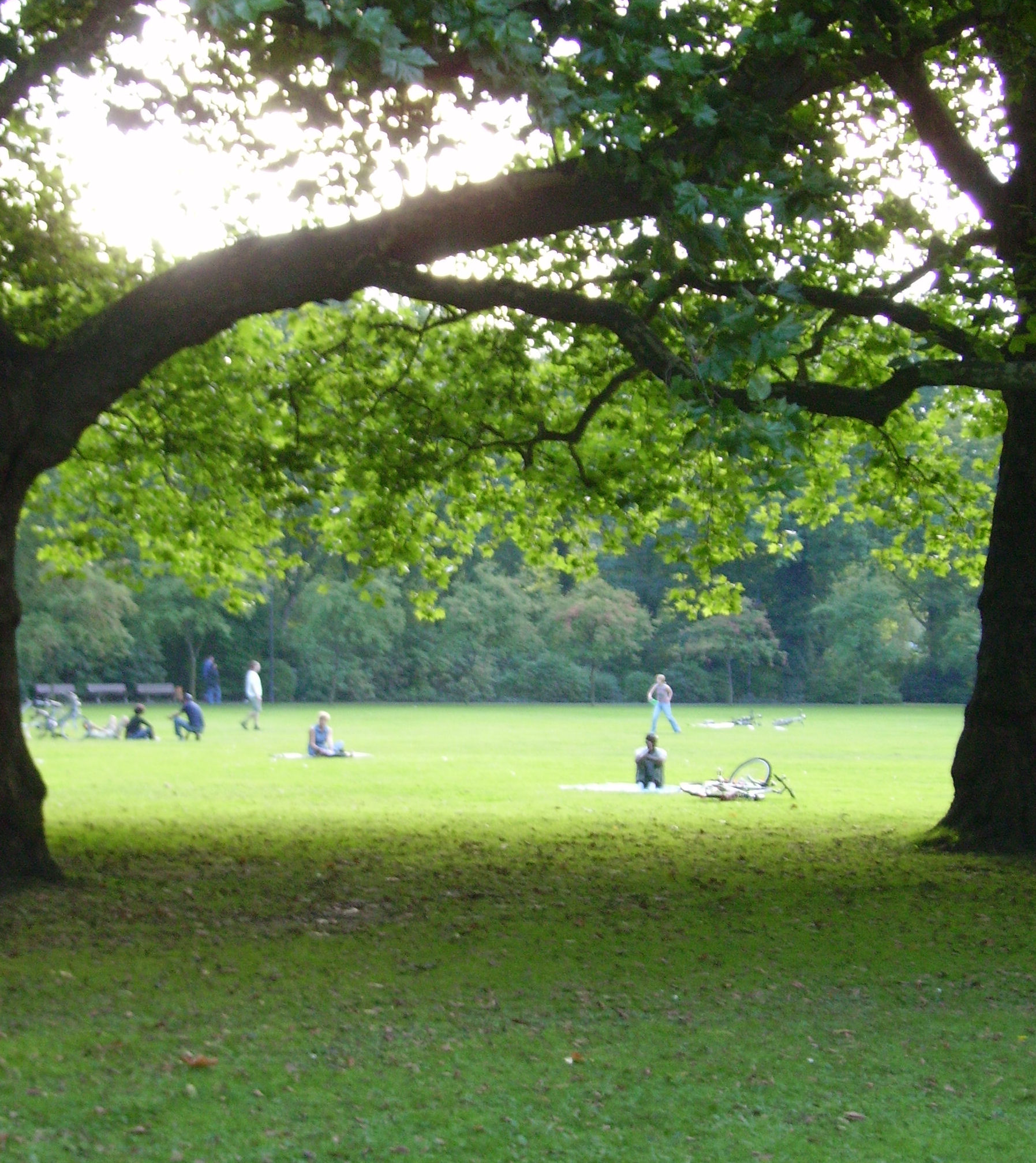
街の公園

カイザースラウテルン（Kaiserslautern）は、ドイツ連邦共和国ラインラント＝プファルツ州に属する都市。約101,000人の人口を有する。都市名のカイザー（皇帝の意）は「バルバロッサ」の通称で知られるローマ皇帝フリードリヒ1世にちなんだもの。日本の東京都文京区と姉妹関係にある。

## 地勢・産業
機械産業が盛ん。一時はミシンの生産などで知られた。ライン川流域からザール地方へと陸路で移動する際の、ほぼ中間地点に位置する。近隣の都市としては、約50キロ東にマンハイム、60キロ南西にザールブリュッケンが位置する。フランス国境まで、最も近いところで約40キロ程度である。

## 歴史
現在のカイザースラウテルンの場所には、紀元前8000年頃の居住地跡がある。2500年前のケルトの墓石が、カイザースラウテルンから北18マイルの所に位置するミーザウ（Miesau）の辺りで見つかった。その遺物はシュパイアーの博物館に展示されている。
ラウター川が近くを流れ、既にローマ人によって拡張された、 メスからヴォルムスに通じる街道の要衝に位置するため、9世紀頃には市場が形成されていた。フランク族の領土になって間もなく国王荘館（Königshof）が設置されたと思われ、843年のヴェルダン条約 以降東フランク王国に帰属した。オットー3世は985年ラウテルン荘館（Curtis Luthara）を市場（Markt）・税関（Zoll）とともにザリエル家のケルンテン公オットー（Otto, Herzog von Kärnten）に贈った。ザリエル家の遺産の一部としてこの地域はホーエンシュタウフェン家に帰属した。都市の名称に「皇帝」（カイザー、Kaiser）を冠する由来は、ローマ皇帝フリードリヒ1世（在位：1155年 - 1190年）が拠点を置いたことにある。フリードリヒの最初の城（1152年-1160年に建てられた）の跡は、市庁舎の前に残されている。西部防衛のために建てられたナンシュタイン城（Nanstein）は、ラントシュトゥールに建てられた。
カイザースラウテルンの最も古い教会であるシュティフト教会（Stiftskirche）は、1250年から1350年にかけて建てられた。この頃、順調に街の人口は増加し、皇帝ルドルフ1世は1276年に帝国都市特権を与えた。この頃までに、王宮（Königspfalz）、28 haの面積を囲む市城壁が築かれ、造幣所、修道院が建設され、参審人団（Schöffenkollegium）から市参事会（Stadtrat）が発展した。1375年/1376年 宮中伯ループレヒト1世（Pfalzgraf Ruprecht I.）は皇帝カール4世から抵当として獲得した。シュティフト教会の中庭には旧市街の一部が残る。1519年にフランツ・フォン・ジッキンゲン（Franz von Sickingen）の支配下に入った。彼がプロテスタントを受容したことで、カイザースラウテルンは宗教改革の拠点となる。ジッキンゲンと周辺の貴族は、カトリック側のトリーア大司教と争うが敗れ、ナンシュタイン城はカトリック勢力により包囲した。ジッキンゲンは降伏後に死亡し、再びカトリックに戻った。
三十年戦争期、プファルツ選帝侯フリードリヒ3世の息子のプファルツ＝ジンメルン公ヨハン・カジミールが1571年から10年間カイザースラウテルンに居を構えた。スペイン・ハプスブルク家の軍勢に支配された後、新教国スウェーデンがこの地を征服したが、1635年にオーストリア・ハプスブルク家の皇帝の命による冷酷なクロアチア（当時はハプスブルク家の支配下）軍隊の侵攻を受け、3,200人の住民のうち3,000人を殺害され、3日間にわたり略奪などの無秩序な状態が続いた。10km西にあるラントシュトゥールは降伏したため、このような事態にならなかった。カイザースラウテルンが繁栄を取り戻して行くには1世紀以上の時間を要した。
三十年戦争を終わらせたヴェストファーレン条約（1648年）後、プファルツ選帝侯は全ての城の解体を命令した。ルイ14世の下で領土伸張を図るフランスは繰り返し侵入し、アウクスブルク同盟戦争（プファルツ継承戦争）の間はカイザースラウテルンを占領した。プファルツ全地域が18世紀にフランスとドイツによる戦場になった。1713年、フランスはフリードリヒ1世の城と壁塔を破壊する。1793年から1815年のナポレオン1世のワーテルローでの敗戦まで、この地域はフランス行政下に置かれる。
1815年のフランス第一帝政の崩壊後、1918年までカイザースラウテルンとプファルツはバイエルン王国の地方になった。第一次世界大戦後、再びフランス軍により数年間占拠される。
第二次世界大戦で連合国により町の60%が破壊される。鉄道と主要道路が主なターゲットで、最も被害が出た攻撃は1944年1月7日、8月11日、9月28日に行われた。2万の住戸のうちの1万11千は破壊された。クレーバー・カゼルネ（Kleber Kaserne）の隣の墓地の壁にはこの時の爆撃の弾痕が残っている。
1945年3月20日に、パットン指揮下のアメリカ第3軍第80歩兵師団第319歩兵連隊は無抵抗でカイザースラウテルンを占領した。戦後、1948年に通貨改革が行われる。経済は停滞していたが、1952年にアメリカ軍の駐屯地・ラムシュタイン空軍基地が出来ることにより経済成長を始める。
カイザースラウテルンの紋章は赤と白の盾にフリードリヒ1世の好物だった鯉が口を開けて描かれる。グリム兄弟編『ドイツ伝説集』296番「カイザースラウテルンの皇帝フリードリヒ」（Kaiser Friedrich zu Kaiserslautern ）には、皇帝が大きな同地で鯉を捕らえたことや今も同地の岩の洞で黄金の玉座に座しているのを見た者がある、と伝えられている。

## スポーツ
1.FCカイザースラウテルンが、カイザースラウテルンをホームタウン（本拠地）とするサッカークラブチームである。スタジアムのフリッツ・ヴァルター・シュタディオンでは、2006 FIFAワールドカップにおける1次リーグ・グループFの日本対オーストラリア戦が行われた。

## 出身有名人
- フリッツ・ヴァルター - サッカー選手
- カール・ミルデンバーガー - プロボクサー
- ゼッド - DJ、音楽プロデューサー

## 友好都市・姉妹都市
| - ダベンポート、アイオワ州、アメリカ合衆国 - ドージー、フランス - サン＝カンタン、フランス - ニューアム、ロンドン、イギリス - 文京区、日本 - ブランデンブルク・アン・デア・ハーフェル、ブランデンブルク州、ドイツ - プレヴェン、ブルガリア | - コロンビア、アメリカ合衆国 - シルケボー、デンマーク - ギマランイス、ポルトガル - バニャ・ルカ、ボスニア・ヘルツェゴビナ - ビトラ、北マケドニア共和国 - イグアラダ、スペイン - ロザラム、イギリス |

なお、市内には小松製作所の海外生産拠点があり交流を行っている小松市との友好都市締結も検討されている。

## 引用
1. ↑  Statistisches Landesamt Rheinland-Pfalz – Bevölkerungsstand 31. Dezember 2023, Landkreise, Gemeinden, Verbandsgemeinden
2. 1 2  Lexikon des Mittelalters. Bd. V.  München und Zürich: Artemis & Winkler 1991 (ISBN 9783760889054, OCLC 58624134), Sp. 860.
3. ↑  カイザースラウテルン（Kaiserslautern）の古い表記は、Lutra imperialis（1237）、 Kayserslutern（1322）、Keyserslautern（1537）であるが、それとともに1800年までは単にラウテルン（Lautern）とする表記も行われた。これは、この地の側を流れる川の名前ラウター（Lauter）に由来し、最初はラテン語で villa Luthra（800年頃）、 Luthara（985）、apud Lutra（1214）と記録され、13世紀以降ドイツ語与格（3格）で Lutern（1297）、さらに Lautern（1518）と記された。川の名前の意味は「清澄な水」というものである。Dieter Berger: Duden, geographische Namen in Deutschland: Herkunft und Bedeutung  der Namen von Ländern, Städten, Bergen und Gewässern. Mannheim/Leipzig/Wien/Zürich: Dudenverlag, 1993 (ISBN 3-411-06251-7), S.146,164-165.
4. ↑   Brüder Grimm: Deutsche Sagen. Bd.1. Herausgegeben von Hans-Jörg Uther. München: Diederichs 1993 (ISBN 3-424-01177-0) , S. 245-246.
5. ↑  “友好は文通から　小松市と独カイザースラウテルン市”. 北国新聞. (2013年12月26日) 2013年12月26日閲覧。